# Nelie Smith
Pour les articles homonymes, voir Smith.
Pas d'image ? Cliquez ici

a Compétitions nationales et continentales officielles uniquement.

b Matchs officiels uniquement.
Dernière mise à jour le 6 août 2019.
Cornelius Michael Smith, plus connu comme Nelie Smith, né le 8 mai 1934 à Bloemfontein en Afrique du Sud et mort le 2 mai 2016 à Strand, est un joueur de rugby à XV qui a joué avec l'équipe d'Afrique du Sud évoluant au poste de demi de mêlée.

## Biographie
Nelie Smith évolue avec les Orange Free State, province qui dispute la Currie Cup. Nelie Smith joue à l'âge de 29 ans son premier test match le 24 août 1963 contre l'Australie.
Nelie Smith joue son dernier test match contre la Nouvelle-Zélande le 21 aout 1965; il marque un essai contre le pays de Galles en 1964 après avoir marqué trois pénalités pour son premier match. De 1963 à 1965, il dispute 7 matchs des Springboks, étant même retenu quatre fois comme capitaine; il affronte quatre fois l'Australie, une fois les Français en tournée en Afrique du Sud, les Gallois et les All Blacks.
Nelie Smith devient entraineur se déplaçant en Italie, revenant au pays entraîner les Orange Free State avec qui il remporte la Currie Cup en 1976, retournant en Italie s'occuper de Rovigo.
Il meurt d'une crise cardiaque le 2 mai 2016 au Cap.

## Statistiques en équipe nationale
- 7 test matchs avec l'équipe d'Afrique du Sud
- 12 points (1 essai et 3 pénalités), 4 fois capitaine
- Sélections par année : 2 en 1963, 2 en 1964, 3 en 1965